# Michael Gniffke

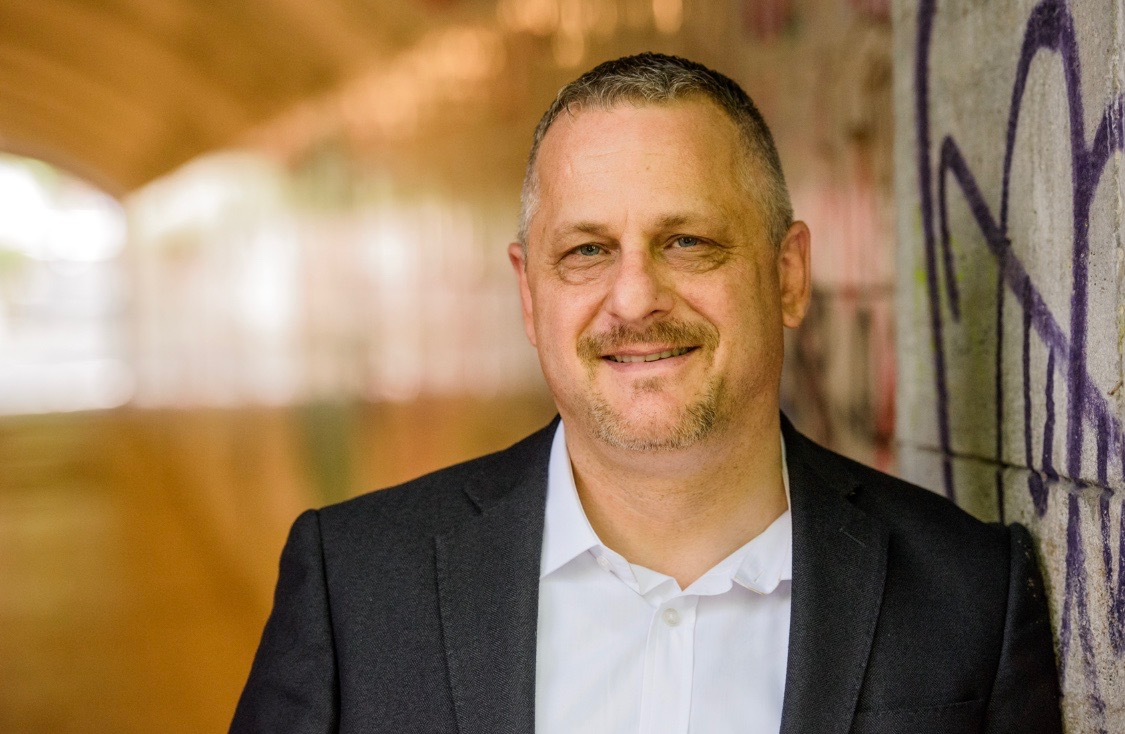
Michael Gniffke (2016)

Michael Gniffke (* 24. Mai 1967 in Nürnberg) ist ein deutscher Opernsänger (Tenor).

## Leben
Michael Gniffke wurde als Kind des Opernsängers Rudolf A. Hartmann (Bass/Bariton) in Nürnberg geboren. Er ließ sich bei seinem Vater am Konservatorium in Zürich zum klassischen Sänger ausbilden, nachdem er zuerst ein Betriebswirtschaftsstudium absolviert hatte. Er studierte danach unter anderem bei Robert Schunk und Alfred Muff.
Er debütierte im Jahr 2006 in Arth als Graf Zedlau in Wiener Blut. Er sang u. a. Alfredo (La traviata), Tamino (Die Zauberflöte), Hoffman (Hoffmanns Erzählungen), Max (Der Freischütz), Faust und Don José (Carmen). Unter anderem trat er in Magdeburg und am Staatstheater in Kassel (Aegisth in Elektra) sowie (Monostatos in Die Zauberflöte), in Lübeck sowie am Staatstheater in Kassel (Knusperhexe in Hänsel und Gretel), in Dijon (Hauptmann in Wozzeck) und Ulm (Alwa in Lulu) auf. Er debütierte 2018 an den Bayreuther Festspielen als 1. Edler in der Neuinszenierung des Lohengrin in der Regie von Yuval Sharon und unter der musikalischen Leitung von Christian Thielemann.
Ein Schwerpunkt seiner Tätigkeit ist die zeitgenössische Oper. Er sang unter anderem die Schweizer Erstaufführung von Detlev Glanerts Drei Wasserspiele. An der Nationaloper in Lyon wirkte er 2018 an der Uraufführung von Alexander Raskatows Oper GerMANIA mit. 2020 sang er in Dijon in der Uraufführung der Oper Les Châtiments von Brice Pauset nach einem Stoff von Franz Kafka die ihm gewidmete Rolle des Vaters, Herrn Samsa sowie des Reisenden.
Die Höhepunkte seiner Konzerttätigkeit bildeten das Requiem von Andrew Lloyd Webber, die Messa da Requiem von Giuseppe Verdi und Le Laudi di San Francesco d’Assisi von Hermann Suter. Er wirkte ebenfalls in einer konzertanten Aufführung der Opern Die tote Stadt (Leitung Frédéric Chaslin) sowie Lulu (Leitung Lawrence Foster) am Enescu Festival in Bukarest mit.